# Erik Stålnacke
Erik Stålnacke, född 21 februari 1956 i Kiruna, är en svensk före detta ishockeyspelare (forward) som spelade för Bodens IK, Luleå HF, Skellefteå AIK, Kiruna AIF och Tuolluvaara IF under sin karriär. 
Inför säsongen 1984/85 var han med och tog upp Luleå HF till Elitserien.